# Giro di Lombardia 1950
Il Giro di Lombardia 1950, quarantaquattresima edizione della corsa, fu disputata il 21 ottobre 1950, su un percorso totale di 222 km. Fu vinta dall'italiano Renzo Soldani, giunto al traguardo con il tempo di 5h49'40" alla media di 38,093 km/h, precedendo Antonio Bevilacqua e Fausto Coppi.
Presero il via da Milano 155 ciclisti e 89 di essi portarono a termine la gara.

## Ordine d'arrivo (Top 10)
| Pos. | Corridore          | Squadra          | Tempo    |
| ---- | ------------------ | ---------------- | -------- |
| 1    | Renzo Soldani      | Legnano          | 5h49'40" |
| 2    | Antonio Bevilacqua | Wilier-Triestina | s.t.     |
| 3    | Fausto Coppi       | Bianchi-Ursus    | s.t.     |
| 4    | Donato Zampini     | Ganna            | s.t.     |
| 5    | Ferdi Kübler       | Tebag            | a 39"    |
| 6    | Oreste Conte       | Bianchi-Ursus    | s.t.     |
| 7    | Alfo Ferrari       | Fréjus           | s.t.     |
| 8    | Giuseppe Minardi   | Legnano          | s.t.     |
| 9    | Virgilio Salimbeni | Legnano          | s.t.     |
| 10   | Angelo Conterno    | G.S. Covolo      | s.t.     |